# Xanthorhoe succerasina
Xanthorhoe succerasina là một loài bướm đêm trong họ Geometridae.